# Willy Kambwala
Willy Kambwala Ndengushi (Kinshasa, 25 agosto 2004) è un calciatore congolese (Repubblica Democratica del Congo) naturalizzato francese, difensore del Villarreal.

## Biografia
Nato a Kinshasa, si è trasferito in Francia all'età di cinque anni.

## Caratteristiche tecniche
Gioca come difensore centrale.

## Carriera
Kambwala è entrato a far parte del settore giovanile del Manchester Utd il 5 ottobre 2020, proveniente dal Sochaux. Poche settimane dopo il suo arrivo mentre giocava con l'Under-18 ha subito un infortunio che lo ha tenuto fuori dal campo per undici mesi.
Nell'ottobre del 2021 ha firmato il suo primo contratto professionistico ed il 23 dicembre 2023 ha esordito in prima squadra nell'incontro di Premier League perso 2-0 contro il West Ham Utd.
Il 15 luglio 2024 viene ceduto a titolo definitivo al Villarreal, club della prima divisione spagnola, per 10 milioni di euro.

## Statistiche

### Presenze e reti nei club
Statistiche aggiornate al 15 luglio 2024.
| Stagione        | Squadra         | Campionato      | Campionato | Campionato | Coppe nazionali | Coppe nazionali | Coppe nazionali | Coppe continentali | Coppe continentali | Coppe continentali | Altre coppe | Altre coppe | Altre coppe | Totale | Totale | Totale |
| Stagione        | Squadra         | Comp            | Pres       | Reti       | Comp            | Pres            | Reti            | Comp               | Pres               | Reti               | Comp        | Pres        | Reti        | Pres   | Reti   |        |
| --------------- | --------------- | --------------- | ---------- | ---------- | --------------- | --------------- | --------------- | ------------------ | ------------------ | ------------------ | ----------- | ----------- | ----------- | ------ | ------ | ------ |
| 2023-2024       | Manchester Utd  | PL              | 8          | 0          | FACup+CdL       | 2+0             | 0               | UCL+UEL            | 0                  | 0                  |             | -           | -           | 10     | 0      |        |
| 2024-2025       | Villarreal      | PD              | 0          | 0          | CR              | 0               | 0               |                    | -                  | -                  |             | -           | -           | 0      | 0      |        |
| Totale carriera | Totale carriera | Totale carriera | 8          | 0          |                 | 2               | 0               |                    | -                  | -                  |             | -           | -           | 10     | 0      |        |

## Palmarès

### Club

#### Competizioni nazionali
- Coppa d'Inghilterra: 1

Manchester United: 2023-2024